# Folleville (Somme)
Folleville è un comune francese di 147 abitanti situato nel dipartimento della Somme nella regione dell'Alta Francia.
Il suo territorio è bagnato dalle acque del fiume Noye.

## Storia
Nei suoi pressi sorse un castrum legionario di epoca augustea, delle dimensioni di quasi 16 ettari, nell'ambito della romanizzazione dell'area gallica dopo la sua conquista avvenuta nel 58-50 a.C. da parte di Gaio Giulio Cesare.

### Simboli
Lo stemma comunale di Folleville riunisce i blasoni delle due famiglie che successivamente possedettero la signoria e il castello: i de Folleville (d'oro, a dieci losanghe di rosso, ordinate 3, 3, 3 e 1) e i de Lannoy (scaccato d'oro e d'azzurro).
Jeanne de Folleville, figlia di Jean de Folleville, gran prevosto di Parigi e ambasciatore di Spagna, sposò Antoine de Poix (morto prima del 1491). La loro figlia, Jeanne II Tyrel de Poix, sposò Raoul de Lannoy nel 1490, che divenne così signore di Folleville, d'Ignaucourt e di Gannes.
Il dominio passò così dai de Folleville ai de Lannoy. Raoul fu consigliere e ciambellano di tre re, gran ciambellano del Regno di Sicilia, luogotenente generale e governatore della città e del ducato di Genova nel 1507, e morì nel 1513. Raoul de Lannoy non apparteneva alla famiglia Lannoy di nobiltà fiamminga, ma al ramo originario del Ponthieu.

## Monumenti e luoghi d'interesse
- Rovine del castello di Folleville
- Chiesa dei Santi Giacomo il Maggiore e Giovanni Battista, consacrata nel 1519, contiene la tomba di Raoul de Lannoy e di Jeanne de Poix[4], in marmo bianco in stile rinascimentale, opera di Antonio della Porta e Pace Gaggini. Il 25 gennaio 1617 nella festa della conversione di san Paolo, san Vincenzo de' Paoli tenne una predica salendo sul pulpito che ancora è lì custodito, in cui insegnava come fare la confessione generale. Era un martedì, ma era tanta la gente accorsa che Vincenzo non poté confessare tutti. Furono chiamati in aiuto i Gesuiti di Amiens, segno che la predica aveva realmente colpito quelle anime. Per Vincenzo fu una rivelazione. Sentì che quella era la sua missione, l'opera che Dio voleva da lui: portare il Vangelo alla povera gente delle campagne. Otto anni dopo fondò la Congregazione della Missione con questo specifico carisma e considerò sempre il 25 gennaio 1617 come giorno di fondazione della Compagnia e la predica fatta in quel giorno come "la prima predica della Missione".

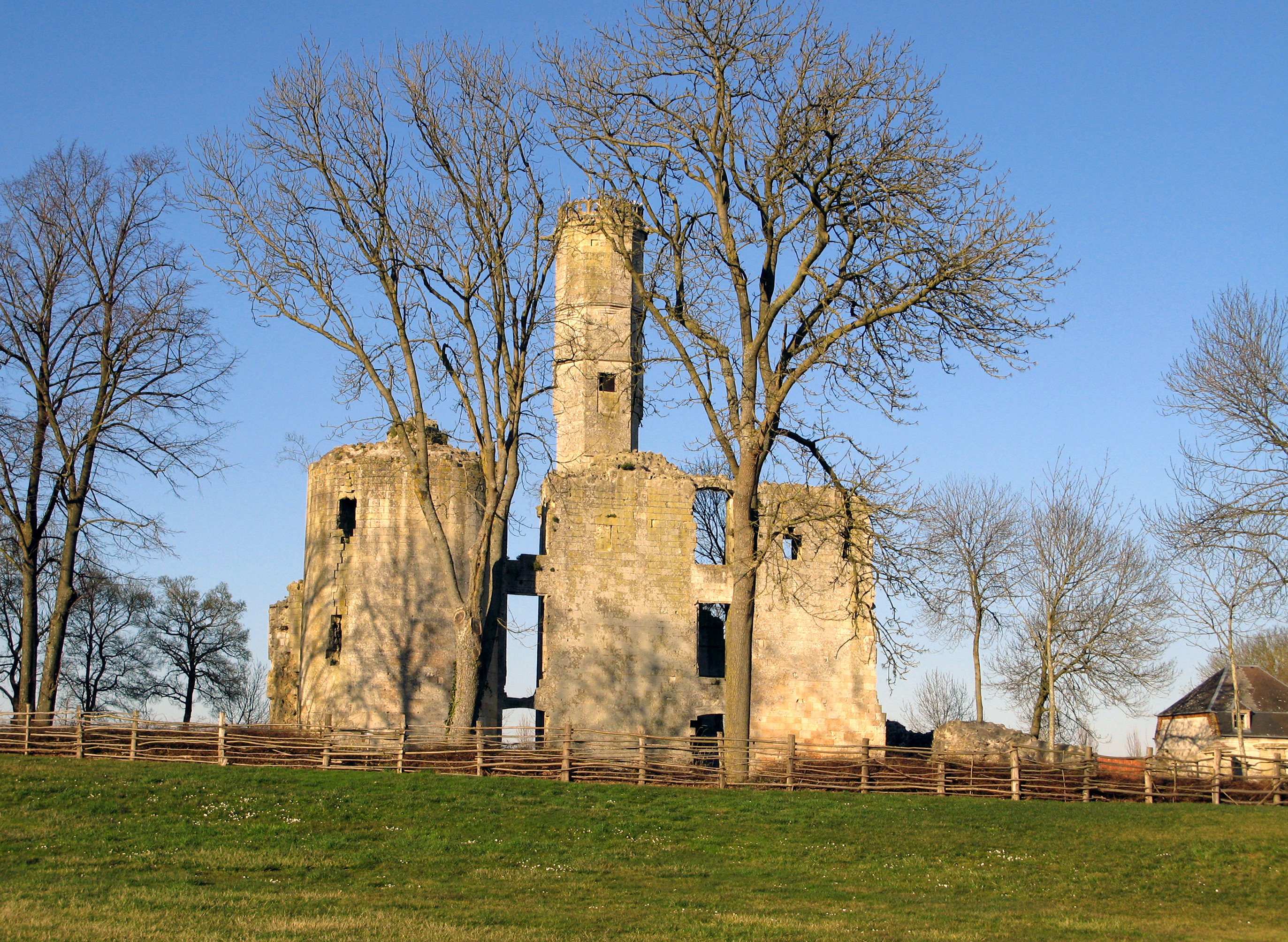
Rovine del castello
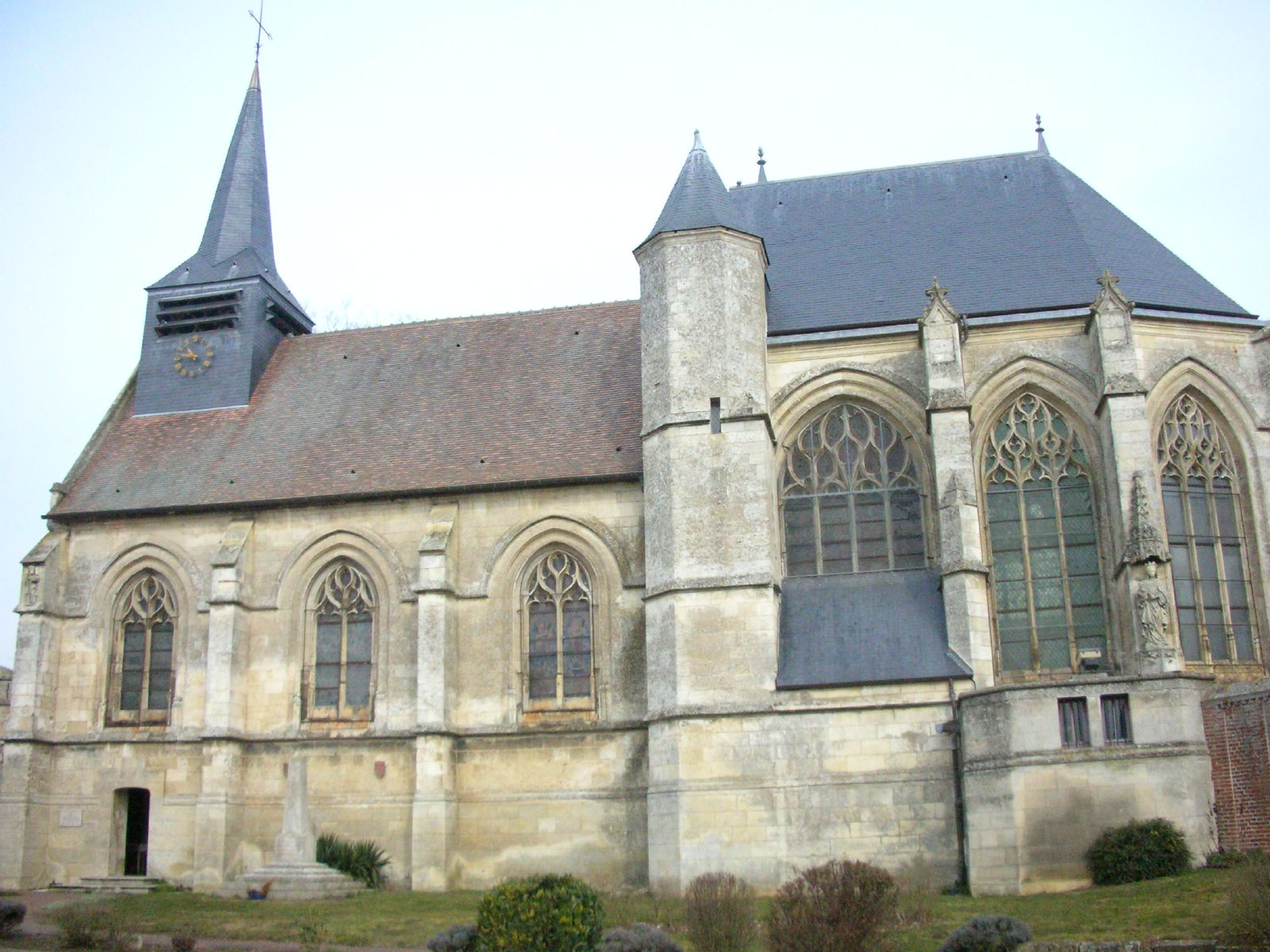
Chiesa di Folleville
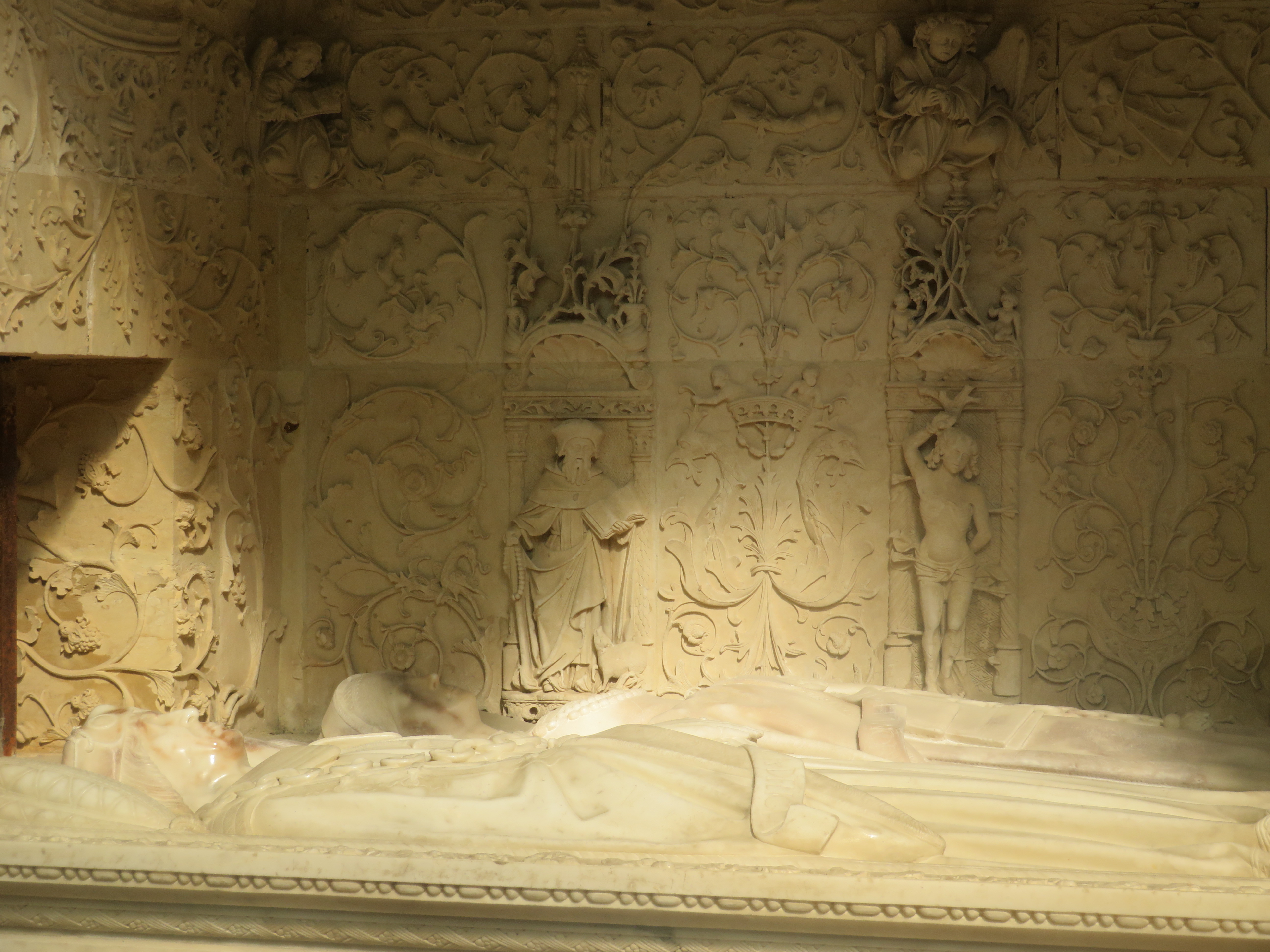
Tomba di Raoul de Lannoy e Jeanne de Poix (1524)

## Società

### Evoluzione demografica
Abitanti censiti